# NGC 2582
NGC 2582 je galaksija u zviježđu Raku.

## Vanjske poveznice
- SEDS: NGC 2582